# Bezirk Melnik

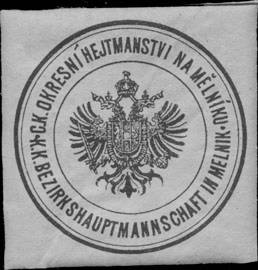
Siegelmarke C.K. Okresní hejtmanství na Mělníku / Bezirkshauptmannschaft in Melnik

Der Bezirk Melnik (tschechisch politický okres Mělník) war ein Politischer Bezirk im Königreich Böhmen. Die Bezirkshauptmannschaft (Okresní hejtmanství na Mělníku) saß in Mělník. Der Bezirk umfasste Gebiete Mittelböhmens im heutigen Středočeský kraj (Okres Mělník). Das Gebiet gehörte seit 1918 zur neu gegründeten Tschechoslowakei und ist seit 1993 Teil Tschechiens.

## Geschichte
Die modernen, politischen Bezirke der Habsburgermonarchie wurden 1868 im Zuge der Trennung der politischen von der judikativen Verwaltung geschaffen.
Der Bezirk Melnik wurde 1868 aus dem gleichnamigen Gerichtsbezirk Melnik (Soudní okres Mělník) gebildet.
Im Bezirk lebten 1869 32.706 Personen, wobei der Bezirk ein Gebiet von 6,7 Quadratmeilen und 57 Gemeinden umfasste.
1900 beherbergte der Bezirk 41.579 Menschen, die auf einer Fläche von 413,42 km² bzw. in 63 Gemeinden lebten.
Der Bezirk Melnik umfasste 1910 eine Fläche von 413,41 km² und beherbergte eine Bevölkerung von 43.137 Personen. Von den Einwohnern hatten 1910 42.892 Tschechisch und 72 Deutsch als Umgangssprache angegeben. Weiters lebten im Bezirk 233 Anderssprachige oder Staatsfremde. Zum Bezirk gehörte ein Gerichtsbezirk mit insgesamt 64 Gemeinden bzw. 74 Katastralgemeinden.